# شهر مرزی (فیلم ۲۰۰۶)
شهر مرزی یک فیلم درام آمریکایی است که در سال ۲۰۰۷ اکران شد. در این فیلم گریگوری نوا علاوه بر کارگردانی، نوشتن فیلم‌نامه را نیز برعهده داشته‌است و دیوید برگستین، کری اپستاین، باربارا مارتینز-جیتنر و تریسی استنلی-نیوئل مدیران تولید فیلم بوده‌اند. در فیلم شهر مرزی، بازیگرانی چون جنیفر لوپز، آنتونیو باندراس و مارتین شین به ایفای نقش پرداخته‌اند.
داستان این فیلم از ماجرای واقعی قتل‌های متعدد زنان در شهر سیوداد خوارز مکزیک الهام گرفته شده‌است و داستان یک خبرنگار آمریکایی کنجکاو را که توسط یک روزنامه برای تحقیق دربارهٔ قتل‌ها به منطقه فرستاده شده را به تصویر می‌کشد.